# Jean Gaudin
Cet article concerne le peintre-verrier et mosaïste français. Pour le botaniste et pasteur suisse, voir Jean-François-Aimé-Philippe Gaudin.
Pour les articles homonymes, voir Gaudin.
Ernest Jean Gaudin, né à Clermont-Ferrand le 10 novembre 1879 et mort à Paris le 16 novembre 1954, est un peintre-verrier et mosaïste français.

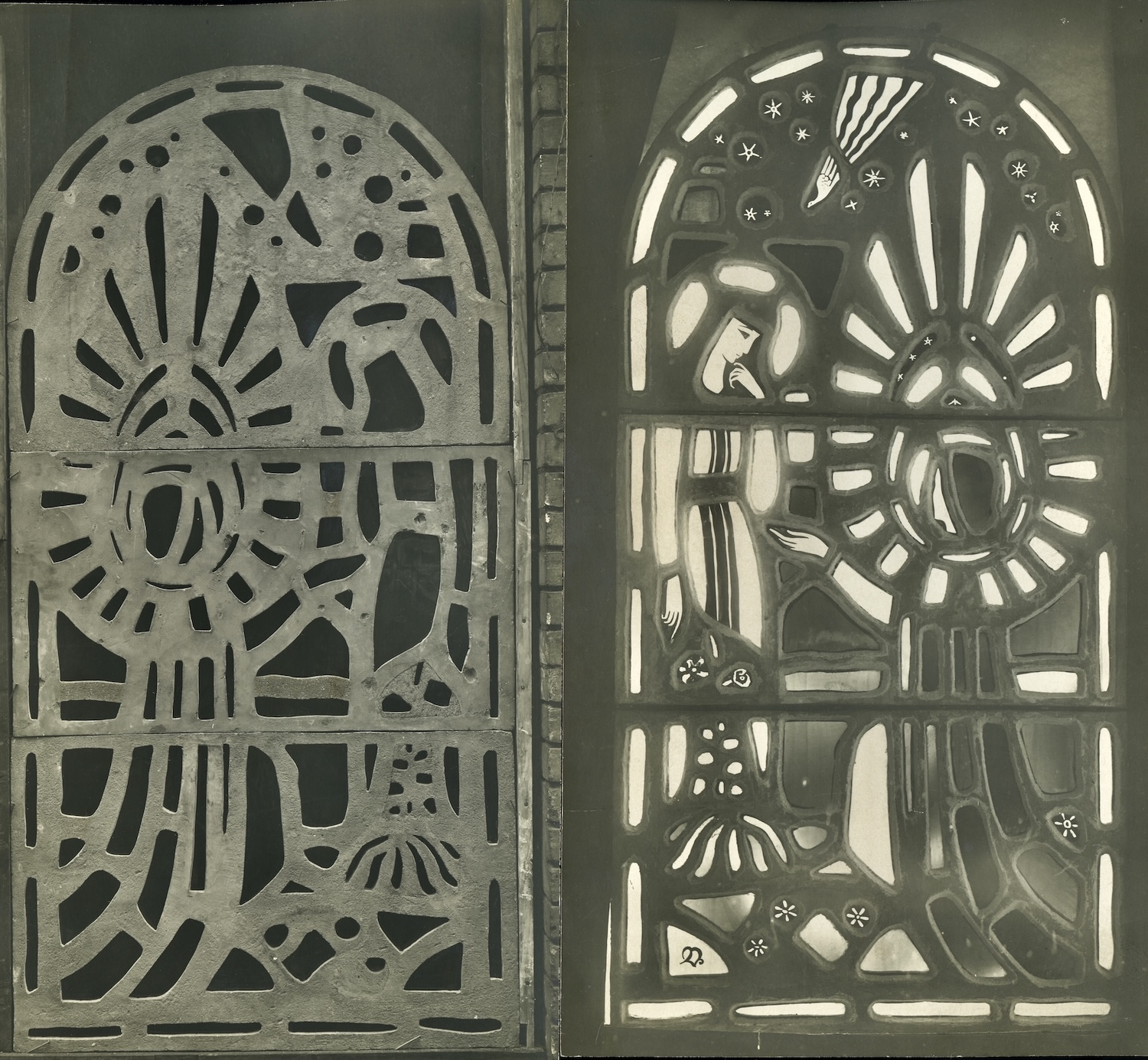
Annonciation avec claustra de ciment, face et revers, J.Gaudin-L. Mazetier, verre et ciment armé, Paris, 1925

## Biographie
Jean Gaudin est le fils de Félix Gaudin. Bien qu'il soit diplômé de l'École nationale des chartes en 1900, il suit la trace de son père, à qui il rachète le fonds de l'atelier de vitrail en 1909. Il est également le père de Pierre Gaudin (1908-1973) également maître verrier et mosaïste.
En 1925, Jean Gaudin achète les fours à émaux situés à Montigny-Beauchamp (Val-d'Oise), jusqu'alors détenus par Joseph Castagna et Jules Albertini, qui deviennent chefs de fabrication pour la pâte de verre et émaux de mosaïque. À la fin des années 1920, Jean Gaudin et son fils Pierre coulent les premières dalles de verre en collaboration avec Albertini. À partir de 1929, Albertini et Castagna continuent à diriger seuls l'entreprise à Montigny-Beauchamp et poursuivent la commercialisation de pâte et dalle de verre jusqu'au début des années 1990.
L'atelier parisien de Gaudin est situé rue de la Grande-Chaumière. Jean Gaudin est considéré comme l'inventeur de la dalle de verre, un procédé qui consiste à enchâsser des morceaux de verre épais dans du béton armé. Sa première œuvre en dalle de verre est une Annonciation, dessinée et signée par son ami et collaborateur Louis Mazetier, exécutée en 1925 et présentée au pavillon du vitrail de l’Exposition internationale des arts décoratifs en 1925. Il crée ensuite ses deux premières "mosaïques transparentes", selon le même procédé mais avec des cubes de verre imitant la mosaïque. Afrique, composée de 18 panneaux, sur une composition de Jacques Le Breton, est exposée au Salon des Artistes décorateurs, du 7 mai au 7 juillet 1929 au Grand-Palais. Crucifixion, sur un carton de Louis Mazetier, est aussi exposée en 1929, mais au salon de L’art et du mobilier religieux modernes, au palais Galliéra, où elle remporte un succès qui débouchera sur de nombreuses créations en dalles de verre dans un grand nombre d'édifices du nord de la France, en parallèle du vitrail traditionnel et de la mosaïque. Il ne prend pas le soin de breveter sa technique. C'est son confrère Auguste Labouret qui dépose un brevet en 1933.

## Œuvres
France
- Albert (Somme), basilique Notre-Dame de Brebières : mosaïques.
- Amiens (Somme), cathédrale Notre-Dame, chapelle du Sacré-Cœur : vitraux.
- Blérancourt (Aisne), église Saint-Pierre-ès-Liens : Chemin de croix, mosaïque.
- Bouchoir (Somme), église Saint-Pierre : Chemin de croix, mosaïque.
- Cachy (Somme), église de l'Assomption-de-la-Sainte-Vierge : Chemin de croix, mosaïque.
- Caen (Calvados), église Saint-Paul : vitraux.
- Domfront (Orne) , église Saint-Julien : décoration intérieure.
- Guiscard (Oise), cimetière communal, chapelle funéraire de la famille de Berny : mosaïques et vitraux.
- Hénin-Beaumont (Pas-de-Calais), église Saint-Martin : vitraux.
- Limé (Aisne), église : mosaïques.
- Lisieux (Calvados), crypte de la basilique Sainte-Thérèse de l'Enfant Jésus.
- Loos (Nord), cimetière communal Leclerc : crypte du monument aux morts de 1914-1918.
- Migné-Auxances (Vienne), église Sainte-Croix : retable[4], 1931Notice no PM86001363, sur la plateforme ouverte du patrimoine, base Palissy, ministère français de la Culture.
- Moreuil (Somme), église Saint-Vaast : mosaïques.
- Nîmes (Gard), église Notre-Dame des enfants : chemin de croix, mosaïque, 1946.
- Omiécourt (Somme), église Saint-Médard : vitraux.
- Paris, église Saint-Jean-Bosco : vitraux.
- Paris, église Saint-Jean-Baptiste-de-La-Salle ; mosaïque.
- Rocquigny (Pas-de-Calais), église Notre-Dame : vitraux.
- Rouvroy (Pas-de-Calais), église Saint-Louis de la cité Nouméa des mines de Drocourt : vitraux.
- Roye (Somme): église Saint-Gilles de Roye, vitraux, chemin de croix.
- Saint-Gervais-les-Bains (Haute-Savoie), église Notre-Dame des Alpes du Fayet : vitraux en mosaïques de dalles de verre.
- Soissons (Aisne), cathédrale Saint-Gervais-et-Saint-Protais : vitraux.
- Vitry-en-Artois (Pas-de-Calais), église Saint-Martin : La Crucifixion, La Résurrection et de L’Ascension, vitraux.
- Sauchy-Lestrée, église Saint-Ambert : vitrail.

Suisse
- Sion, cathédrale Notre-Dame du Glarier : vitraux du chœur dédiés aux mystères du rosaire et aux saints du diocèse de Sion[5].